# Dominik Widemann
Dominik Widemann (* 30. Juli 1996 in München) ist ein deutscher Fußballspieler.

## Karriere
Widemann spielte bereits im Alter von vier Jahren für den TSV Moorenweis. Später war er mehrere Jahre lang für den SC Fürstenfeldbruck aktiv. Er absolvierte unter anderem Probetrainings bei den Profivereinen TSV 1860 München und FC Augsburg, wurde von ihnen jedoch nicht verpflichtet. Ab Januar 2013 spielte er für die SpVgg Unterhaching. Seit Sommer 2014 steht er im Profikader der Unterhachinger. In der Saison 2014/15 tat er sich vor allem als Joker hervor. In der Hinrunde gelangen ihm bei acht Einwechslungen vier Tore. Seit Dezember 2014 steht er regelmäßig in der Startelf des Drittligisten. Im November 2014 verlängerte er seinen Vertrag bis Sommer 2017.
Zur Saison 2015/16 wechselte Widemann zum Zweitligisten 1. FC Heidenheim, wo er einen Dreijahresvertrag erhielt. In seiner ersten Spielzeit für den Klub von der Schwäbischen Alb kam er zu fünf Einsätzen als Einwechselspieler in der 2. Bundesliga.
Im Sommer 2018 kehrte er ablösefrei zur SpVgg Unterhaching zurück. In den insgesamt zwei Spielzeiten für die Oberbayern erzielte er in 53 Ligaspielen neun Treffer.
Im Juni 2019 gaben die Würzburger Kickers die Verpflichtung von Widemann bekannt. Der Stürmer erhielt einen Einjahresvertrag mit Option auf eine weitere Spielzeit. Bei Würzburg kam Widemann zu 21 Saisoneinsätzen und erzielte bei der 4:5-Niederlage gegen seinen Ex-Klub Unterhaching seine beiden einzigen Saisontore, allerdings bestritt er nur eine Partie über die volle Länge (7 Aus-, 13 Einwechslungen). Würzburg stieg am Saisonende als Tabellenzweiter in die 2. Bundesliga auf, Widemann fehlte eine halbe Partie für eine automatische Vertragsverlängerung, anschließende Vertragsverhandlungen scheiterten. Stattdessen wechselte Widemann in der Saisonpause eine Spielklasse tiefer und schloss sich in der Regionalliga Südwest dem Drittligaabsteiger SG Sonnenhof Großaspach an.